# Vorderegglburg
Vorderegglburg ist ein Gemeindeteil der Kreisstadt Ebersberg im oberbayerischen Landkreis Ebersberg. Das Dorf liegt circa einen Kilometer westlich von Ebersberg.

## Baudenkmäler
- Hofkapelle St. Leonhard